# Eulioptera crosskeyi
Eulioptera crosskeyi är en insektsart som beskrevs av David R. Ragge 1968. Eulioptera crosskeyi ingår i släktet Eulioptera och familjen vårtbitare. Inga underarter finns listade i Catalogue of Life.